# Friend of the World
Friend of the World é um filme americano de comédia e terror de ficção científica de 2020 escrito e dirigido por Brian Patrick Butler e estrelado por Nick Young e Alexandra Slade. A história se passa após o apocalipse e conta a história de um jovem cineasta e um general militar preso em um bunker com uma ameaça misteriosa.
Foi escrito em 2016 e produzido pela Charybdis Pictures. As filmagens aconteceram na Gray Area Multimedia em San Diego durante maio de 2017.
O filme tem a 90% aprovação em 23 avaliações no Rotten Tomatoes e está classificado entre os 15 melhores filmes narrativos de 2022 da Video Librarian.

## Elenco
- Nick Young como Gore
- Alexandra Slade como Diane
- Michael C. Burgess como Berenger
- Kathryn Schott como Eva
- Kevin Smith como homem magro
- Luke Anthony Pensabene como Ferguson
- Neil Raymond Ricco como Ignacio

## Produção
O roteiro foi escrito em 2016. A inspiração veio de temas americanos da época, como ansiedade nuclear, cinismo e as eleições presidenciais dos Estados Unidos de 2016.
As filmagens começaram em 13 de maio de 2017, no condado de San Diego, e duraram dez dias.  A maior parte da produção foi feita no Gray Area Multimedia, um estúdio subterrâneo que também funcionava como bunker, local que Butler pretendia usar como cenário.  Esta foi a estreia de Butler na direção de longas-metragens e o primeiro filme que ele fez com mais de 15 minutos de duração. 

### Influência
Butler afirmou que o estilo de Friend of the World foi inspirado nas obras de Samuel Beckett, Jean-Paul Sartre, John Carpenter e David Cronenberg. O filme foi inspirado em filmes e televisão como The Twilight Zone, Dr. Strangelove, The Thing e La Jetée, bem como em peças como No Exit e Krapp's Last Tape. Ele disse que o teatro absurdo e as ansiedades políticas ajudaram a influenciar sua escrita.

## Liberar
O filme deveria estrear no início de 2020, mas a pandemia de COVID-19 atrasou isso.  Em vez disso, teve uma estreia mundial de sete dias virtualmente no Oceanside International Film Festival em 15 de agosto de 2020.

## Recepção
O filme recebeu críticas em sua maioria positivas dos críticos, obtendo um índice de aprovação de 90% no agregador de críticas de filmes Rotten Tomatoes, com uma pontuação média de 6.1 com base em 23 críticas.
É um dos 15 melhores filmes narrativos de 2022 da Video Librarian e está classificado na lista das "50 melhores comédias de terror que vão deixar você confuso se vai rir ou gritar" do Bored Panda.